# Loparji
Loparji (znanstveno ime Molidae)  so družina morskih rib. Njihov najznačilnejši predstavnik je morski mesec (Mola mola).

## Opis
Kot že pove ime, je za ribe te družine značilen sploščen, loparjast trup, ki se konča tik za hrbtnimi in podrepnimi plavutmi. Med loparje spadajo največje izmed rib kostnic; morski mesec lahko doseže 3,3 metra v dolžini in maso dveh ton.
Loparji imajo najmanj vretenc med ribami, predvsem zaradi zakrnelega repa. Trup in glava nista ločena, zadaj pa je hrbtna plavut povezana s podrepno. Kljub temu da spadajo med kostnice, je večji del okostja sestavljen iz hrustanca. Prav tako nimajo razvitega ribjega mehurja. 
Usta loparjev so vselej odprta. Tako je, ker imajo vse zobe zraščene v oster rob, ki morfološko spominja na kljun. Na tak način zraščene zobe imenujemo tudi žrelni zobji, po nekaterih opažanjih pa naj bi loparjem omogočali tudi oddajanje zvokov. Loparji se prehranjujejo predvsem z mehkimi organizmi (meduze, ličinke rib), občasno pa tudi z manjšimi ribami in raki.
Meso loparjev vsebuje tetrodotoksin (TTX), toksin, ki je značilen za red napihovalk. Koncentracija strupa je sicer manjša kot pri nekaterih sorodnih družinah, vendar pa zadostna, da veljajo predstavniki družine Molidae za neužitne.
Loparji plavajo z uporabo hrbtnih in podrepnih plavuti, majhne prsne plavuti pa služijo kot stabilizator. Krmarijo z brizganjem močnih curkov vode skozi usta ali škrge. Pogosto se prepustijo morskim tokovom.

## Habitat in razširjenost
Loparji se največkrat zadržujejo daleč od obal, v odprtem morju (pelagial). Najdemo jih v zmernih in tropskih vodah oceanov, pa tudi v večjih morjih (Sredozemsko morje). Proti severu se število osebkov zmanjšuje. 
Živijo do globine 400 metrov. Podnevi se često zadržujejo blizu vodne gladine, kjer se pogosto pomešajo med jate meduz. Podobno kot morski psi lahko tudi loparji plavajo s hrbtno plavutjo nad gladino, kar lahko vodi do zamenjave.
Kljub temu, da severnem Jadranu niso pogosti, predstavnika loparjev morski mesec (Mola mola) in lopar (Ranzania laevis) po slovenski zakonodaji spadata med zaščitene živalske vrste.

## Klasifikacija
Družina je majhna, sestavljajo jo trije rodovi:
- Rod Masturus
  - Masturus lanceolatus
  - Masturus oxyuropterus
- Rod Mola
  - Morski mesec, Mola mola
  - Mola ramsayi
- Rod Ranzania
  - Lopar, Ranzania laevis